# 何球藻
何球藻（1932年9月—2022年6月12日），男，汉族，广东广州人，中国免疫学家，复旦大学基础医学院教授。曾任中国免疫学会副理事长。